# Castanopsis microphylla
Castanopsis microphylla är en bokväxtart som beskrevs av Engkik Soepadmo. Castanopsis microphylla ingår i släktet Castanopsis och familjen bokväxter. Inga underarter finns listade.